# Pascale Reynaud
Pascale Reynaud (Neuilly sur Seine, 1º marzo 1963) è un'attrice francese.

## Biografia
Nata a Parigi e cresciuta a Roma, inizia la sua carriera giovanissima. Studia arte drammatica al Court Florent di Parigi, e grazie al suo bilinguismo lavora in diverse coproduzioni tra Francia e Italia. È attiva in diverse pellicole cinematografiche e serie televisive, in prevalenza tra la seconda metà degli anni settanta e la prima parte degli anni ottanta. In Italia è ricordata soprattutto per il ruolo di Alina in Sapore di mare 2 - Un anno dopo.

## Filmografia

### Cinema
- Certi piccolissimi peccati (Un éléphant ça trompe énormément), regia di Yves Robert (1976)
- Andremo tutti in paradiso (Nous irons tous au paradis), regia di Yves Robert (1977)
- Sapore di mare 2 - Un anno dopo, regia di Bruno Cortini (1983)
- I colori del diavolo (Les couleurs du diable), regia di Alain Jessua (1997)

### Televisione
- Gaston Phébus (1978)
- La vie des autres (1981) (1º episodio)
- La certosa di Parma, regia di Mauro Bolognini – miniserie TV (1982)
- Les affinités électives, regia di Claude Chabrol (1982)
- La route inconnue (1983)
- ...e la vita continua, regia di Dino Risi – miniserie TV (1984)
- I ragazzi della 3ª C – serie TV, episodio 3x07 (1989)

## Doppiaggio

### Film
- Élodie Bouchez in Lovers - French Dogma Number One